# متالع
متالع هي هجر تتبعُ لمحافظة الأحساء في المنطقة الشرقية في المملكة العربية السعودية.

## الموقع
تقع متالع بجوار هجرة عريعرة.

## آبار
أقدم الآبار في متالع بئر يسمي بئر نزوى، يسقي من خلاله النخيل، يرجح أن أصل البئر هو بئر متالع المشار إليه في النصوص القديمة، وصفه ياقوت الحموي بقوله: «ومتالع جبل بناحية البحرين بين السودة والأحساء، وفي سفح هذا الجبل عين يسيح ماؤها يقال لها عين متالع.»، الجبل المذكور في وصف ياقوت الحموي، جبل مطل علييهما من الجهة الغربية ويسمي بجبل مَطْلُول، ويقول ذو الرمة:
كما وصفها حمد الجاسر عند زيارته للمكان قائلًا: «والعينان القديمتان في شكل بركتين واسعتين، وقد ركب فوقهما آلتان لرفع الماء لسقي النخيل والمزروعات، ويدع الطريق المتجه من عريعرة إلى حنيذ عيني متالع وجبلهما غربه، رأي العين». كما يقع بالقرب منه آبار النجبية، وهي ثلاث آبار مطمورة. 

## المرافق
يوجد في متالع مدرسة ثانوية تسمي بمدرسة امتالع الثانوية، ومدرسة متوسطة تسمي بمدرسة الأمير سلطان بن عبد العزيز آل سعود المتوسطة، وتوجد أيضًا روضة أطفال.